# François Labazuy

a Compétitions nationales et continentales officielles uniquement.

François Labazuy, (dit Casquette), né le 7 mars 1924 à Carcassonne et décédé le 17 décembre 1999 à Lourdes, est un joueur français de rugby à XIII et de rugby à XV.
D'une taille d'1,67 m pour 63 kg, il a débuté, avec son frère cadet Antoine, au rugby à XIII à l'AS Carcassonne XIII (club champion de France en 1945 et 1946).
Il opte en 1947 pour le rugby à XV et il occupe le poste de demi de mêlée au FC Lourdes.
Fait unique, il remporte ainsi huit championnats (dont un en juniors) répartis entre XIII et XV (Jean-Pierre Clar et Bernard Lacombe renouvelant à moindre échelle cette particularité).
Après avoir brillé au FC Lourdes, François Labazuy part au Stadoceste tarbais en 1959, pour finir ensuite sa carrière rugbystique au Stade bagnérais.
Il a exercé la profession de garagiste, et a entraîné la formation du Stade bagnérais de 1971 à 1981, parvenant à hisser le club de cette petite ville en finale du championnat de France de rugby à XV en 1979 et 1981.

## Palmarès

### Rugby à XIII
- Collectif : 
  - Vainqueur du Championnat de France : 1945 et 1946 (Carcassonne).
  - Vainqueur de la Coupe de France : 1946 et 1947[3] (Carcassonne).
  - Finaliste du Championnat de France : 1947 (Carcassonne).
  - Finaliste de la Coupe de France : 1945 (Carcassonne).

#### Statistiques en club
| Saison  | Saison         | Championnat           | Championnat | Coupe           | Coupe     |
| Saison  | Saison         | Comp.                 | Class.      | Comp.           | Class.    |
| ------- | -------------- | --------------------- | ----------- | --------------- | --------- |
| 1944-45 | AS Carcassonne | Championnat de France | Vainqueur   | Coupe de France | Finaliste |
| 1945-46 | AS Carcassonne | Championnat de France | Vainqueur   | Coupe de France | Vainqueur |
| 1946-47 | AS Carcassonne | Championnat de France | Finaliste   | Coupe de France | Vainqueur |

### Rugby à XV
- Colelctif :
  - Vainqueur du Champion de France : 1952, 1953, 1956, 1957 et 1958 (Lourdes).
  - Vainqueur du Challenge Yves du Manoir : 1953, 1954 et 1956 (Lourdes).
  - Finaliste du Champion de France : 1955 (Lourdes).
  - Vainqueur de la Coupe Frantz-Reichel : 1944  (Carcassonne)[4].

#### Statistiques en club
| Saison    | Saison             | Championnat                    | Championnat          | Coupe                    | Coupe        |
| Saison    | Saison             | Comp.                          | Class.               | Comp.                    | Class.       |
| --------- | ------------------ | ------------------------------ | -------------------- | ------------------------ | ------------ |
| 1947-1948 | FC Lourdes         | Championnat de France          | Interdit de pratique |                          |              |
| 1948-1949 | FC Lourdes         | Championnat de France          | 1/8 finale           |                          |              |
| 1949-1950 | FC Lourdes         | Championnat de France          | 1/8 finale           |                          |              |
| 1950-1951 | FC Lourdes         | Championnat de France          | 1/4 finale           |                          |              |
| 1951-1952 | FC Lourdes         | Championnat de France          | Vainqueur            |                          |              |
| 1952-1953 | FC Lourdes         | Championnat de France          | Vainqueur            | Challenge Yves du Manoir | Vainqueur    |
| 1953-1954 | FC Lourdes         | Championnat de France          | 1/2 finale           | Challenge Yves du Manoir | Vainqueur    |
| 1954-1955 | FC Lourdes         | Championnat de France          | Finaliste            | Challenge Yves du Manoir | 1/2 finale   |
| 1955-1956 | FC Lourdes         | Championnat de France          | Vainqueur            | Challenge Yves du Manoir | Vainqueur    |
| 1956-1957 | FC Lourdes         | Championnat de France          | Vainqueur            | Challenge Yves du Manoir | 1/2 finale   |
| 1957-1958 | FC Lourdes         | Championnat de France          | Vainqueur            | Challenge Yves du Manoir | 1/2 finale   |
| 1958-1959 | FC Lourdes         | Championnat de France          | 1/2 finale           | Challenge Yves du Manoir | 1/4 finale   |
| 1959-1960 | Stadoceste tarbais | Championnat de France          | 1/8 finale           | Challenge Yves du Manoir | 6e (poule A) |
| 1960-1961 | Stadoceste tarbais | Championnat de France          | 1/16 finale          | Challenge Yves du Manoir | 5e (poule A) |
| 1961-1962 | Stade bagnérais    | Championnat de France Fédérale |                      |                          |              |
| 1962-1963 | Stade bagnérais    | Championnat de France Fédérale |                      |                          |              |
| 1963-1964 | Stade bagnérais    | Championnat de France Fédérale |                      |                          |              |
| 1964-1965 | Stade bagnérais    | Championnat de France Fédérale |                      |                          |              |